# Капуста огородная
Капу́ста огоро́дная (лат. Brássica olerácea) — одомашненное более 3500 лет назад двулетнее растение рода Капуста (Brassica) семейства Капустные (Крестоцветные), важная сельскохозяйственная культура, популярное овощное и декоративное растение. Сортогруппы капусты огородной включают бело- и краснокочанную, цветную, савойскую, брюссельскую капусту, романеско, кольраби, брокколи, а также бескочанные формы — кале, декоративную и другие.

## Этимология
Слово впервые было упомянуто в берестяной грамоте № 1159 XIV века, где под «городу и капусту», по всей видимости, понимается надел земли (огород), где выращивали капусту. Существует ряд более поздних грамот, где капуста упоминается как гряда земли, где сажают капусту («да гряда капуста садити»).
Слово является общеславянским. По одному из предположений, оно происходит от латинского caputium «кочан капусты» (от caput — «голова»). Не вполне ясно, однако, из какого именно языка оно пришло в русский.

## Происхождение
По настоящее время в литературе приводится неоднозначная информация касательно происхождения капусты огородной. Прежде всего это связано с трудностями в определении предка (или нескольких предков) ввиду большого количества дикорастущих видов, имеющих схожий набор хромосом (хромосомное число 2n=18, т. н. «С-геном») и образующих фертильное потомство при скрещивании, включая Brassica bourgeaui, B. cretica, B. hilarionis, B. incana, B. insularis, B. macrocarpa, B. montana, B. rupestris и B. villosa. Помимо этого не до конца ясно таксономическое положение сорных растений, схожих с дикорастущими видами капусты, произрастающих вдоль атлантического побережья западной Европы (Англия, Франция, Испания), которые атрибутируются как B. sylvestris или B. oleracea var. sylvestris — некоторые исследователи полагали их предком капусты огородной, другие — ее потомком, повторно одичавшими популяциями этого вида.

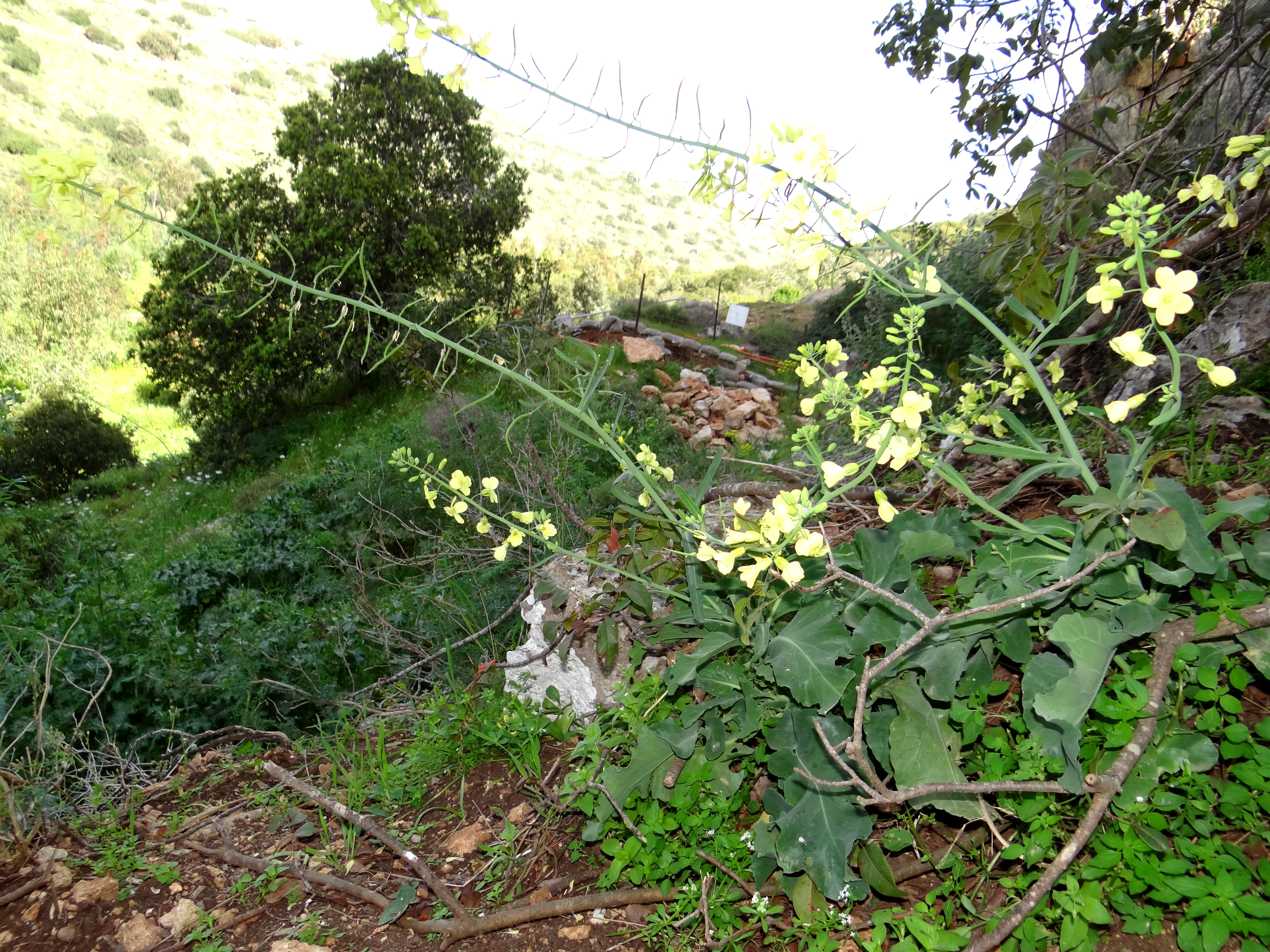
Капуста критская, предок капусты огородной

Как следствие, различные мнения существуют и относительно географических центров происхождения капусты огородной. Так знаменитый швейцарский ботаник А. Декандоль в середине XIX века полагал что исходный ареал охватывает как атлантическую Европу, так и её средиземноморский регион. Столетие спустя советский ботаник-систематик и соратница Н. И. Вавилова Евгения Николаевна Синская указывала на «происхождение и распространение капусты огородной в диком состоянии — Средиземноморская область (по морским берегам)»:460, аналогичная точка зрения в качестве оригинальной теории сформулирована в докторской диссертации Лоренцо Маджони «Одомашнивание Brassica oleracea L.» (2015 год), где на основании анализа многочисленных исторических, лингвистических, полевых и генетических данных обосновывается теория происхождения вида из Средиземноморского региона, его одомашнивания там и последующего вторичного одичания в Атлантической Европе. Т. Ходжкин в издании «Эволюция сельскохозяйственных растений» 1995 года допускал обратное и утверждал, что одомашнивание капусты огородной началось с дикорастущих популяций в Англии, а затем ранние формы были интродуцированы в Средиземноморском регионе, где происходила их дальнейшая селекция. Менее популярны теории, полагающие центрами происхождения географически малые регионы, но с существенным разнообразием дикорастущих видов, как например, о. Сицилия или даже Колхидская низменность Грузии.

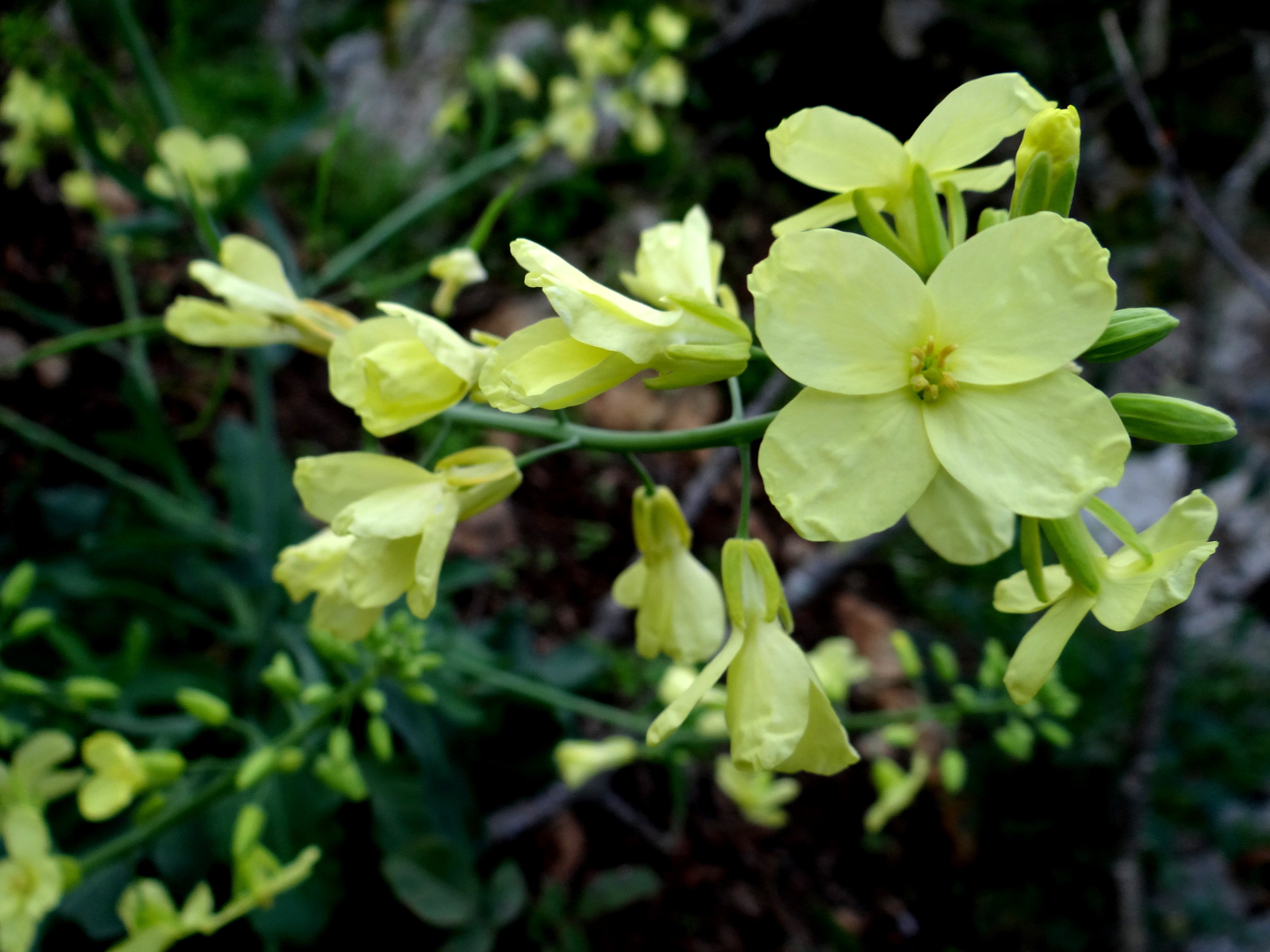
Капуста критская, соцветие

Использование самых современных методов изучения эволюционной и популяционной геномики, моделирование экологических ниш, анализ археологических и литературных источников, позволили международной группе ученых в 2021 году сделать заключение, что наиболее вероятным и единственным предком вида Капуста огородная является Капуста критская (Brassica cretica) с природным ареалом в восточной части средиземноморского региона Европы, охватывающим о. Крит, побережье Греции и Эгейские острова.

## Одомашнивание

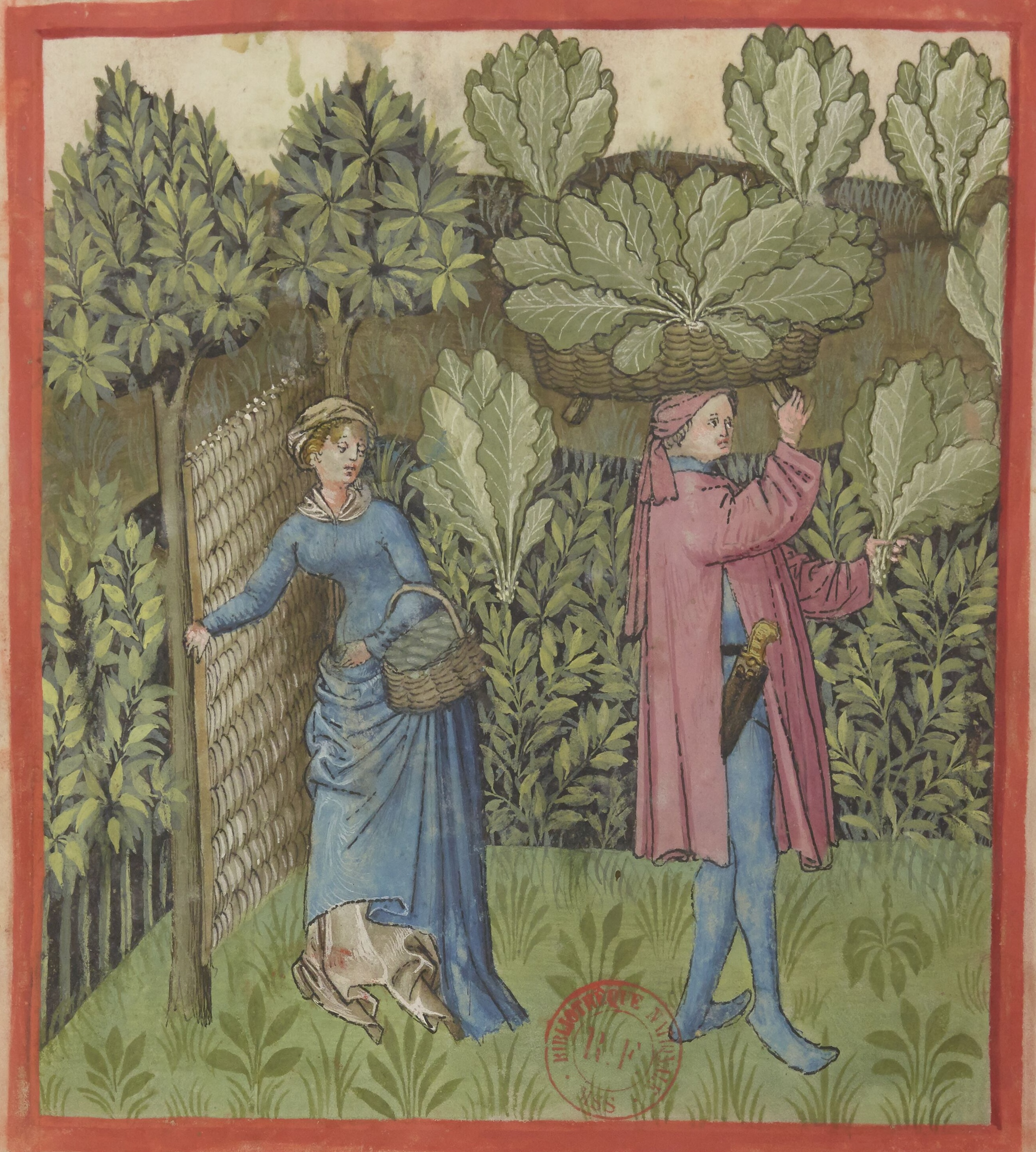
Сбор урожая капусты. Tacuinum Sanitatis, XV век н. э.

Подтвержденные археологические данные указывают на то, что одомашнивание капусты огородной началось более 3 500 лет назад, в середине Бронзового Века. К этому периоду относится самая ранняя находка семян в поселении древнего человека 1600—1400 годов до н. э. в южных Альпах (Австрия, Friaga в районе коммуны Бартоломеберг), где были обнаружены три окаменевших семечка растения. Чуть меньший возраст имеют семена, найденные в керамических сосудах в северо-западной Сирии (древняя территория города Джабла), возраст которых определен методом радиоуглеродного датирования около 1300—1200 лет до н. э. Предположительно это могла быть капуста критская, так как семена этих видов очень схожи. Еще более поздние экземпляры были обнаружены в Германии (поздний Железный век, 450—100 лет до н. э.), затем в Египте и Италии (времена Римской империи, I—IV века н. э.) Кроме семян археологи идентифицировали липиды воскового налета листьев капусты огородной на керамических черепках в римском поселении в районе английского городка Рондз, датированные XII—XIII веком н. э. По всей видимости это были остатки вареных или бланшированных листьев.
Первые литературные источники, в которых встречается капуста огородная, относятся к VI веку до нашей эры. Древнегреческий поэт Гиппонакт в одном из своих стихов упоминал «семилистную капусту», возможно, как символ клятвы или приношения богам. Через полтора столетия Гиппократ активно пропагандировал капусту в медицинских целях, о чем писал в своих трудах «О женских болезнях» («De morbis mulierum») и «О женской природе» («De natura muliebri»), а «отец ботаники» Теофраст на рубеже IV—III веков до н. э. в Historia plantarum описывал уже три разновидности капусты — две культурные, c курчавыми и с гладкими листьями, и дикорастущую с горьким вкусом, разветвленным стеблем и многочисленными небольшими округлыми листьями (скорее всего К. критская). Все формы, известные до нашей эры, относятся к листовой бескочанной капусте и использовались как в пищу, так и на корм скоту.

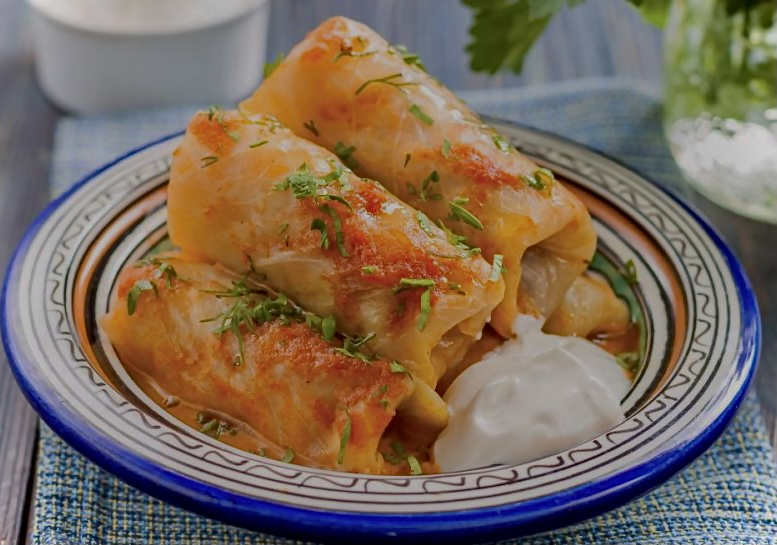
Голубцы. Блюдо из листьев капусты белокочанной с начинкой.

В I веке н. э. появляются первые свидетельства разделения капусты огородной на различные сортогруппы. В этот период Плиний Старший перечислял как минимум 10 разновидностей в дополнение к известным ранее, в числе которых уже были протокочанные формы Cumanum и Lacuturnense с «крупным венцом листьев, собранных в шар» (capite patulum … capite praegrandes … in orbem conlecti), растения с длинными и мясистыми листьями (in latitudinem torosi), предки брюссельской капусты Aricinum с характерными побегами в каждой пазухе листа (sub omnibus paene foliis fruticat cauliculis peculiaribus), а также капуста Pompeianum с стеблем, тонким у корня и более толстым в верхней части (caule ab radice tenui, intra folia crassescit), предшественница кормовых стеблемозговых сортов (Marrow-stem kale). Самое раннее указание на капусту кольраби датируется 770—800 годами н. э. — в капитулярии Карла Великого предписывается выращивать в огородах caulos (капуста кале) и ravacaulos — разновидность кале с разрастающимися стеблями, напоминающими турнепс. В текстах аббатисы немецкого монастыря Хильдегарды Бингенской XII века н. э. уже практически однозначно указывается на выращивание монахинями белокочанной и краснокочанной капусты, также как и в наиболее значимом средневековом трактате арабского средневековья «Книга сельского хозяйства» арабского ученого Ибн аль-Аввама, где помимо белокочанного «христианского овоща» (bakalato-l-ansar) описаны две «сирийские капусты» qunnabit, которые по всей видимости являются брокколи и цветной капустой. На выращивание савойской капусты (под названием romanos) указывается французским врачом и ботаником Жаном Рюэлем в своей книге De natura stirpium 1536 года.

## Ботаническое описание[1][5]

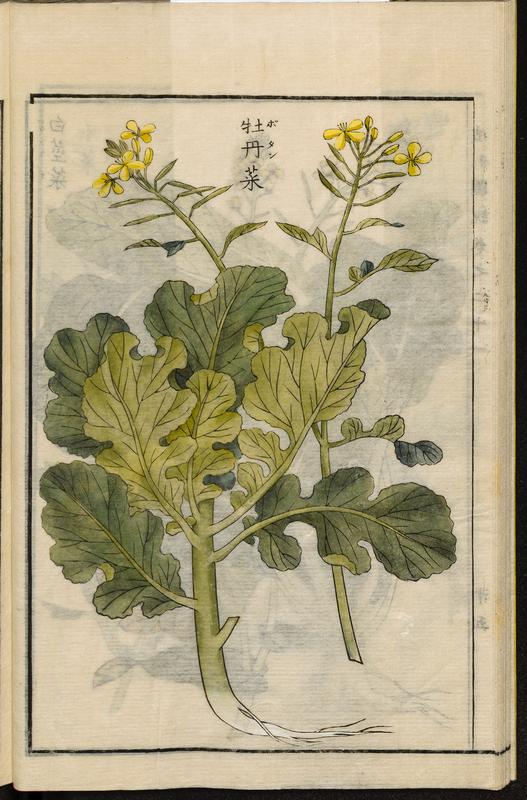
Иллюстрация капусты огородной из японской сельскохозяйственной энциклопедии Seikei Zusetsu (1804)

Дикорастущая форма — многолетние или двулетние растения, в более позднем возрасте с одревесневающим стеблем и обычно также одревесневающими побегами. Стебель высокий, облиственный.
Листья голые, серо- или сизовато-зелёные, плотные полукожистые или травянистые нежные, но достаточно толстые. Нижние листья очень крупные, лировидно-перисто-рассечённые, сближенные, с выдающимися жилками, черешчатые, собраны в прикорневую розетку, плотно прилегая друг к другу, образуют кочан вокруг стебля (кочерыжки). Верхние листья сидячие, продолговатые. Стеблевые листья более-менее стеблеобъемлющие.
Цветки крупные в многоцветковой кисти, дихогамные (протерандрические) — пыльники обычно открываются на один или несколько дней раньше готовности пестика к оплодотворению. Чашелистики и тычинки стоячие. Венчик бледно-жёлтый, реже белый.
Стручки очень крупные, до 10 см длиной, отклонённые. Носик толстый, туповатый, короткий, 4—6 мм, реже 15 мм длиной. Семена обычно расположены в один ряд, чередуются по сторонам перегородки, крупные, тёмно-бурые, около 2(3,5) мм длиной, шаровидные, слабо ячеистые.

## Распространение и среда обитания
Дикие и повторно одичавшие формы произрастают в средиземноморском (северные берега Средиземного моря около Ниццы, Генуи и Лукки) и атлантическом (по побережью южной Англии и Ирландии, северо-западной Франции, на Гельголанде, в Дании) регионах Европы. Культурные разновидности выращиваются на всех континентах, за исключением Антарктиды.
В природе растения являются хазмофитами, приспособленными к обитанию в расщелинах скал или на выходах каменистых пород, растут на вертикальных утесах морского побережья, часто на известняках. Самая высотная популяция зарегистрирована на высоте 1400 метров над уровнем моря в Италии. Реже встречаются на более плодородных склонах, среди кустарниковых зарослей или на заброшенных участках как рудералы, где уступают более агрессивной конкурирующей флоре и активно поедаются скотом.

## Классификация

### Таксономия[10]
Brassica oleracea  L., 1753, Sp. Pl. : 667
Вид Капуста огородная относится к роду Капуста семейства Капустные (Brassicaceae) порядка Капустоцветные (Brassicales). Кладограмма в соответствии с Системой APG IV по состоянию на июнь 2023 года:
|  |                                      |  |                                   |                                   |                     |  | ещё 16 семейств | ещё 16 семейств |                   |  |  |  | еще 45 подтвержденных видов |
|  |                                      |  |                                   |                                   |                     |  | ещё 16 семейств | ещё 16 семейств |                   |  |  |  | еще 45 подтвержденных видов |
|  |                                      |  |                                   | порядок Капустоцветные            |                     |  |                 |                 | род Капуста       |  |  |  |                             |
|  |                                      |  |                                   | порядок Капустоцветные            |                     |  |                 |                 | род Капуста       |  |  |  |                             |
|  | отдел Цветковые, или Покрытосеменные |  |                                   |                                   | семейство Капустные |  |                 |                 | Капуста огородная |  |  |  |                             |
|  | отдел Цветковые, или Покрытосеменные |  |                                   |                                   | семейство Капустные |  |                 |                 |                   |  |  |  |                             |
|  |                                      |  | ещё 63 порядка цветковых растений | ещё 63 порядка цветковых растений |                     |  |                 | ещё 354 рода    | ещё 354 рода      |  |  |  |                             |
|  |                                      |  |                                   | ещё 63 порядка цветковых растений |                     |  |                 |                 | ещё 354 рода      |  |  |  |                             |

### Культурные сортогруппы
В современной систематике наблюдается тенденция к минимизации выделения самостоятельных внутривидовых таксонов (подвиды, разновидности и т. п.) и включение их вместо этого в синонимику основного вида. По этой причине вместо многочисленных ботанических форм капусты огородной, которые встречаются в более ранних классификациях, в настоящее время используются сортогруппы или сортотипы культиваров, объединяющие схожие по тем или иным характеристикам сорта.
| №  | Сортогруппа                | Классификация по GRIN            | Ботанический таксон (уст.)               | Изображение | Краткое описание |
| -- | -------------------------- | -------------------------------- | ---------------------------------------- | ----------- | --- |
| 1  | Белокочанная капуста       | Cabbage White/Green Group        | Brassica oleracea var. capitata          | бла-бла     | Наиболее распространенная и многочисленная по количеству сортов группа. Растения в первый год развития формируют одиночные кочаны (гигантские видоизмененные верхушечные почки) различной плотности, формы и размера. Окраска бело-зеленая различной интенсивности. |
| 2  | Краснокочанная капуста     | Cabbage Red Group                | Brassica oleracea var. capitata f. rubra | бла-бла     | Растения схожи с капустой белокачанной, но имеют насыщенную бордово-фиолетовую окраску поверхности листьев из-за наличия большого количества антоцианов. |
| 3  | Цветная капуста            | Cauliflower Group                | Brassica oleracea var. botrytis          |             | Растения формируют головку различной окраски из многочисленных мясистых плотно прижатых друг к другу цветоносов с бутонами. Более теплолюбива и требовательна к агротехнике, чем белокочанная.                                                                      |
| 4  | Романеско                  | Cauliflower Group                | Brassica oleracea var. botrytis          |             | Разновидность цветной капусты с необычной формой головки, имеющей геометрически правильные конусовидные выросты-фракталы. |
| 5  | Брокколи                   | Broccoli Group                   | Brassica oleracea var. italica           | бла-бла     | Схожая с цветной капустой внешне, но отличающаяся ботанически сортогруппа с более рыхлыми сизо-зелеными головками-соцветиями. Более холодостойкая и простая в выращивании, но не с такими высокими вкусовыми качествами.                                            |
| 6  | Брюссельская капуста       | Brussels Sprouts Group           | Brassica oleracea var. gemmifera         | бла-бла     | Растения с удлиненным стеблем и некрупными почками-кочанчиками в пазухах многочисленных листьев, которые и используются в пищу. Количество и форма кочанчиков варьируются. Требует довольно длительного периода для созревания, в России выращивается мало.         |
| 7  | Кольраби                   | Kohlrabi Group                   | Brassica oleracea var. gongylodes        | бла-бла     | Уникальная группа сортов капусты с разрастающимся стеблеплодом, по сути являющимся кочерыжкой шаровидной или слегка приплюснутой формы. Имеет сочную текстуру и сладковатый, без горчинки вкус. Наружная окраска бывает зеленоватой или красно-фиолетовой.          |
| 8  | Савойская капуста          | Savoy Cabbage Group              | Brassica oleracea var. sabauda           | бла-бла     | Характерная особенность растений — рыхлые крупные кочаны из тонких гофрированных листьев. Достаточно неприхотлива и холодостойка, но не подходит для квашения и имеет небольшой срок хранения после уборки.                                                         |
| 9  | Португальская капуста      | Portuguese Kale Group            | Brassica oleracea var. costata           | бла-бла     | Листовая капуста с розеткой крупных листьев, напоминающей белокачанную, но не образующей кочаны. |
| 10 | Коллард                    | Collard Group                    | Brassica oleracea var. viridis           | бла-бла     | Форма, схожая по характеристикам с белокочанной капустой, но не формирующая кочан. |
| 11 | Кале                       | Acephala Group                   | Brassica oleracea var. sabellica         | бла-бла     | Листовая капуста с многочисленными крупными листьями, зачастую перисто-рассеченными и/или гофрированными. Выращивается как столовая, кормовая и декоративная культура.                                                                                              |
| 12 | Кай-лан Китайская брокколи | Chinese Kale Group Kailaan Group | Brassica oleracea var. alboglabra        |             | Листовая капуста, у которой в пищу используются нежные мясистые верхушки побегов в стадии начала бутонизации. Растения скороспелые и хорошо переносят жаркий климат, менее подходящий для выращивания других сортогрупп.                                            |
| 13 | Стеблемозговая капуста     | Marrowstem Kale Group            | Brassica oleracea var. medullosa         | бла-бла     | Редкая форма крупных размеров с утолщенным стеблем-кочерыжкой. Используется в основном как кормовая культура. |
| 14 | Джерсийская капуста        | Jersey Kale Palmtree Kale Group  | Brassica oleracea var. palmifolia        | бла-бла     | Редкая форма с Нормандских островов, достигающая 6 метров в высоту. Из крепких прямых стеблей традиционно изготавливались трости для ходьбы, они использовались для изготовления оград и стропил. Листья отлично подходят на корм скоту.                            |
| 15 | Ветвистая капуста Добантон | Thousand Head Kale Group         | Brassica oleracea var. ramosa            | бла-бла     | Многолетняя листовая капуста, отличающаяся обильным ветвлением и активным ростом листьев, которые собирают и используют в пищу в течение всего сезона. |
| 15 | Декоративная капуста       | отсутствует                      | Brassica oleracea var. sabellica         | бла-бла     | Листовая капуста с большим разнообразием окрасок и форм листьев. Съедобна, но преимущественно используется в ландшафтном оформлении благодаря высокой декоративности и холодостойкости, сохраняя эффектность до появления снежного покрова.                         |

## Химический состав
Сахара́, минеральные соли (сера, кальций, калий, фосфор), клетчатка, жиры, лактаза, липаза, протеаза и другие ферменты, фитонциды, витамин A, витамин B1, витамин C, витамин P, витамин K, витамин B6, витамин U и другие витамины.
В свежей белокочанной капусте содержится столько же витамина C, сколько в апельсинах и лимонах, в брюссельской и цветной — в 1,5—2 раза больше. Капуста отличается высоким содержанием витамина P, уступая среди огородных культур лишь петрушке и шпинату.

## Значение и применение

### В сельском хозяйстве
Капуста принадлежит к числу важнейших овощных растений. Она введена в культуру, по-видимому, в доисторические времена. Археологические раскопки свидетельствуют о том, что капусту люди стали использовать со времён каменного и бронзового веков. Возделывали капусту древние египтяне, а позднее освоили технологию её выращивания древние греки и римляне, им было известно всего от 3 до 10 сортов капусты. Капуста служила для эллинов символом трезвости, её считали активным средством против опьянения. «Съешь капусту перед питьём — не опьянеешь, съешь после — разгонишь хмель», — говорили греки. Древнегреческий философ и математик Пифагор весьма ценил лечебные свойства капусты и занимался её селекцией. Южные племена славян впервые узнали о капусте от греко-римских колонистов, живших в районах Причерноморья. Со временем познакомились с этой овощной культурой и на Руси.
Альфонс Декандоль в 1822 году различал до тридцати сортов капусты, а сейчас таковых насчитываются сотни. Капуста огородная возделывается как однолетнее растение на огородах по всему свету, за исключением крайних северных районов и пустынь. Как культурное пищевое растение распространена во всех странах с умеренным климатом. Культура капусты огородной в холодное время года или в горах возможна и в субтропиках.
Пищевое значение капусты обусловливается её составом, который разнится в зависимости от сорта: азотистых веществ 1,27—3,78 %, жиров 0,16—0,67 % и углеводов 5,25—8,56 %
Пищевая ценность на 100 г 24 ККал.
Вегетационный период у ранних сортов 70-130 дней, у средних сортов 125—175 дней, у поздних сортов 153—245 дней.

### В кулинарии
- Квашеная капуста — огородная капуста, шинкованная и консервированная действием молочной кислоты, образовавшейся при сбраживании сахаров из капустного сока.
- Щи — разновидность заправочного супа, национальное русское блюдо, имеющее кислый вкус из-за использования в них свежей либо квашеной капусты.

### В медицине
В качестве лекарственного сырья используют листья капусты огородной (лат. Folium Brassicae oleraceae). Они содержат комплекс витаминов, в том числе витамин C (до 70 мг%) и другие; каротин, полисахариды, белки, тиогликозид глюкобрассидин; богаты минеральными солями.
Лечебные свойства капусты были известны ещё древним римлянам. В научную медицину капуста огородная была введена после обнаружения противоязвенного фактора, названного витамином U. Сок из листьев рекомендован для лечения язвенной болезни желудка и двенадцатиперстной кишки, гастритов и колитов. Капуста содержит небольшое количество сульфорафана, обладающего противораковым и антибактериальным эффектами.
В народной медицине свежий капустный сок издавна используют для заживления гноящихся ран и язв, при пониженной кислотности, а также при гастритах, болезнях печени. Кроме того, листья капусты способствуют выведению из организма холестерина. Капустный сок снижает содержание сахара в крови, усиливает выделение излишней жидкости из организма и весьма эффективен в борьбе с запорами.
При острых энтероколитах, повышенной перистальтике кишечника, при склонности к спазмам кишечника и жёлчных путей употреблять в пищу капусту не рекомендуется, так как, раздражая слизистую кишечника и желудка, капуста может усилить спазмы и вызвать болевые ощущения.
Капуста — ценный диетический продукт, рекомендуемый больным подагрой, жёлчнокаменной болезнью, атеросклерозом, при избыточной массе тела.
Сок капусты — косметическое средство. Он обладает омолаживающим эффектом, поэтому его используют для ополаскивания лица и приготовления различных косметических масок.

### В декоративном садоводстве
Капуста огородная является также популярным садовым растением. Декоративные сорта (классифицируемые как капуста огородная, разновидность безголовчатая, Brassica oleracea var. acephala) используются в странах с субтропическим климатом как растения для осенних и зимних клумб; в странах с умеренным климатом — для осенних клумб. Декоративные сорта ведут своё происхождение из Японии, где впервые оценили декоративные свойства капусты. В конце сезона, когда в садах становится мало цветущих растений, декоративная капуста является незаменимым растением для украшения клумб. Выведено множество сортов с яркой расцветкой, преимущественно — с зелёной окраской наружных листьев и белой или красно-пурпурной окраской неплотной головки в центре. Встречаются иные комбинации цветов: края листьев ярко окрашены, а середина листа сохраняет зелёный цвет. Листья могут быть цельными и плоскими, но также бахромчатыми по краю или перисторассечёнными. Растения формируют красивую розетку, напоминающую по форме раскрывающийся цветок. Особенностью декоративных сортов капусты является то, что наиболее интенсивную окраску растения приобретают при температуре ниже +10 °C.

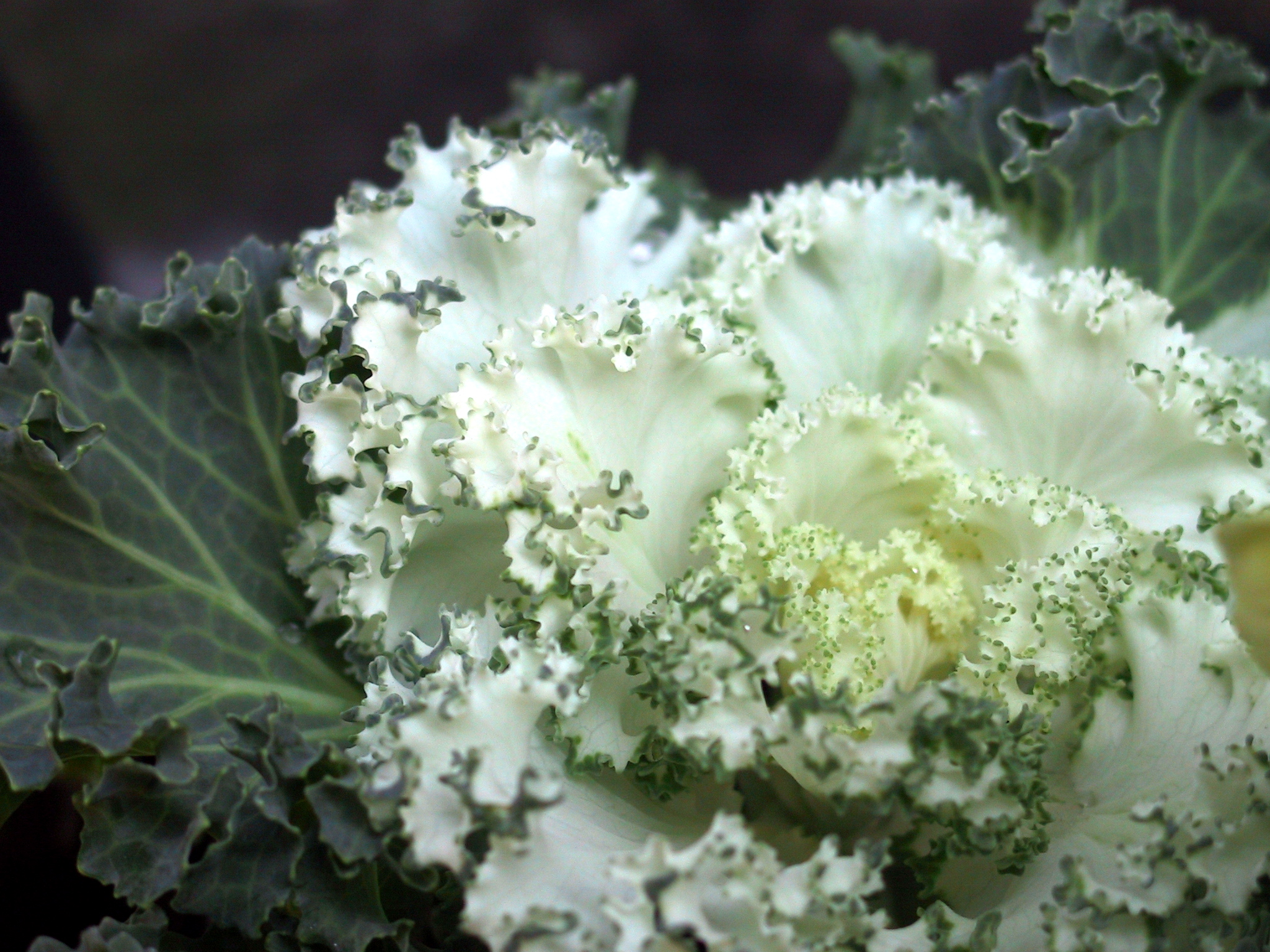
Сорт с бахромчатым краем листьев
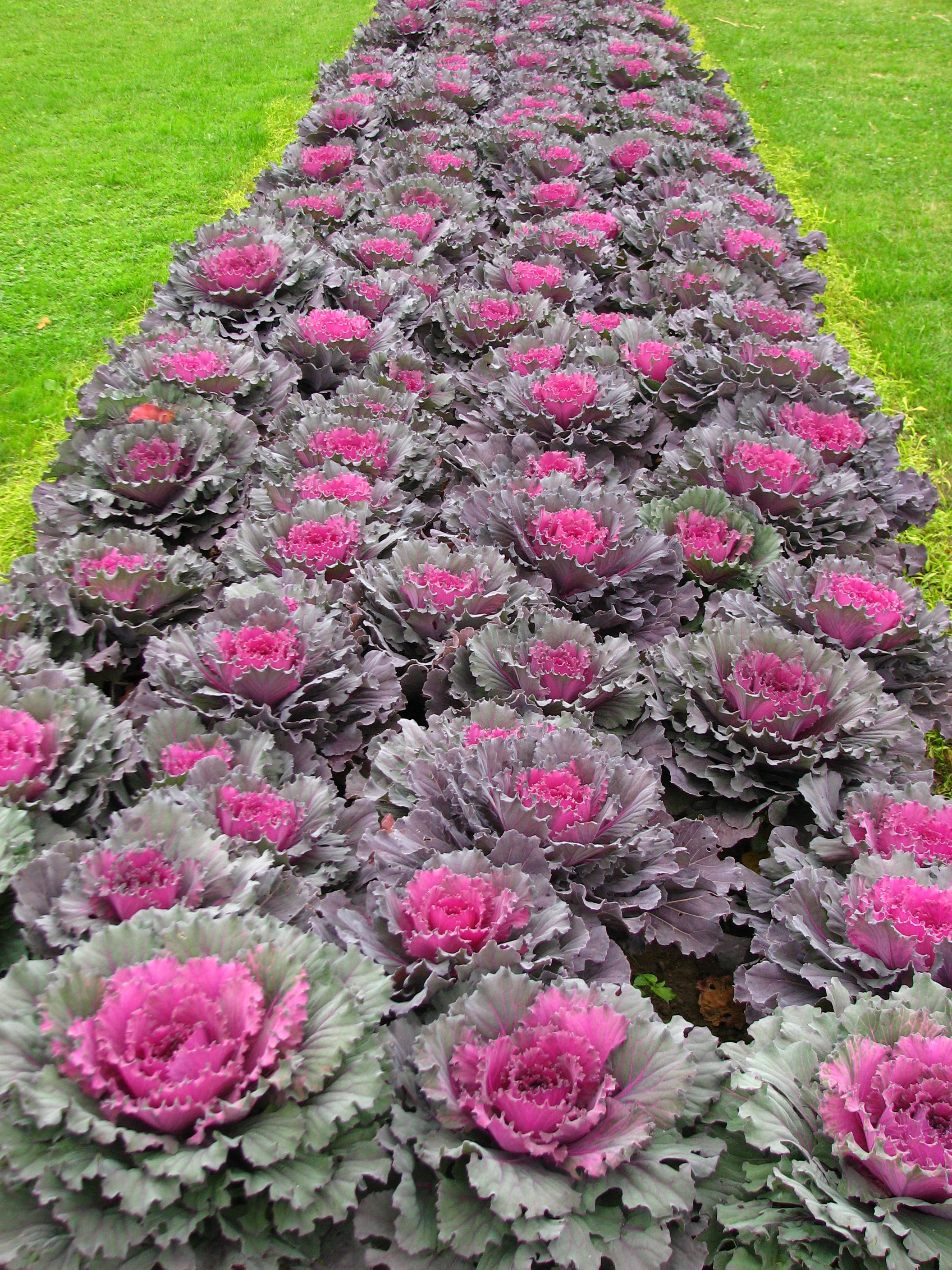
Рабатка из декоративной капусты
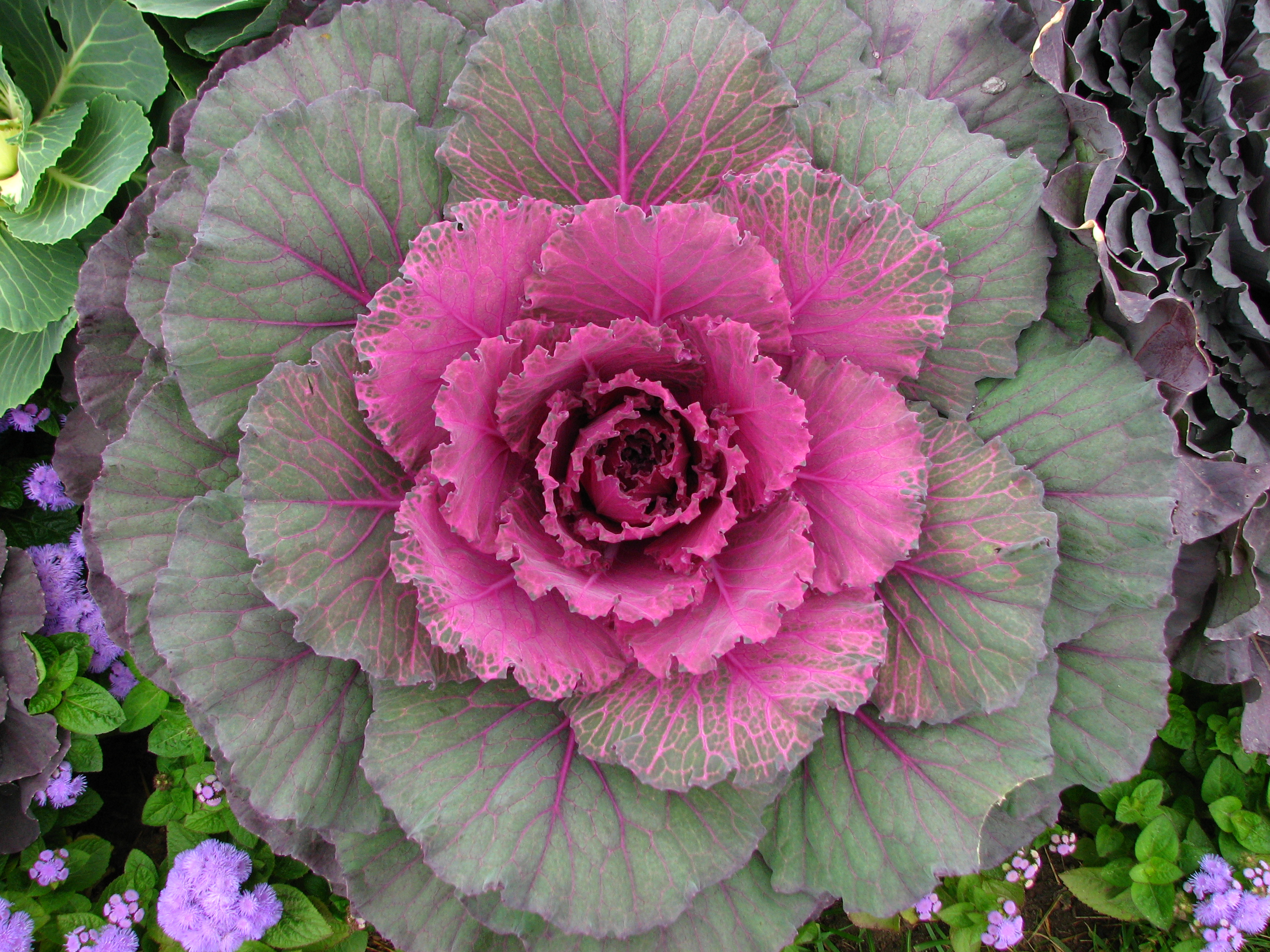
Сорт с пурпурной окраской листьев

### В культуре
У разных народов с белокочанной капустой связано немало традиций. На Руси бытовала традиция коллективной заготовки капусты на зиму. Рубили её после 27 сентября, сразу после православного праздника Воздвижения Креста Господня. В эту пору начиналась череда весёлых осенних гуляний — капустников или капустниц, которые длились две недели.
Со временем понятие «капустник» закрепилось за самодеятельными театральными представлениями. Они устраиваются в школах, вузах, театрах, на предприятиях. На основе формы капустника строятся некоторые выступления команд КВН.

## Выращивание огородной капусты

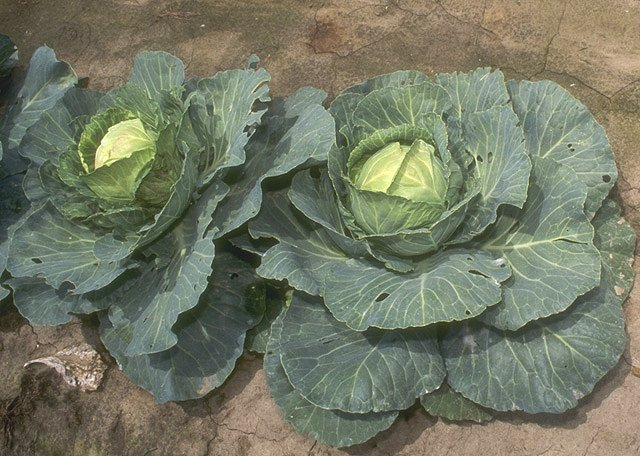
Капуста на поле

### Агротехника
Как правило, капусту выращивают рассадным способом, в особенности ранние сорта. Так, в восточной части Европы семена для рассады капусты начинают высевать уже с конца января. Готовую рассаду высаживают в открытый грунт одновременно с севом ранних зерновых (для ранних сортов капусты) со второй половины марта до начала апреля. Урожай капусты собирают избирательно, по мере того как головки растений становятся твёрдыми и достигают спелого нормального размера (около 1 кг). При оптимальных условиях окружающей среды и наличии необходимых удобрений (аммиачной селитры и других) можно получить дополнительный, второй урожай капусты. Чтобы добиться этого, нужно сразу после уборки первого урожая вносить азотные удобрения из расчёта 25 г аммиачной селитры на 15 растений. В пучках листьев следует оставить по несколько проросших почек, а остальные удалить.
Поздние сорта огородной капусты можно выращивать безрассадным способом, при этом, чтобы получить хорошие и выровненные всходы, гнёзда с семенами необходимо мульчировать перегноем, закрывать полиэтиленовой плёнкой и т. д. Если этого не сделать, то даже при кратковременной засухе ростки могут не взойти.
Для уборки капусты применяют капустоуборочные комбайны, например, в СССР применялся комбайн МСК-1.

### Болезни и вредители
Капустная тля, крестоцветные блошки, капустный долгоносик, весенняя и летняя капустные мухи, капустная совка, репная и капустная белянки, рапсовый пилильщик, рапсовый клоп.